# 守門員

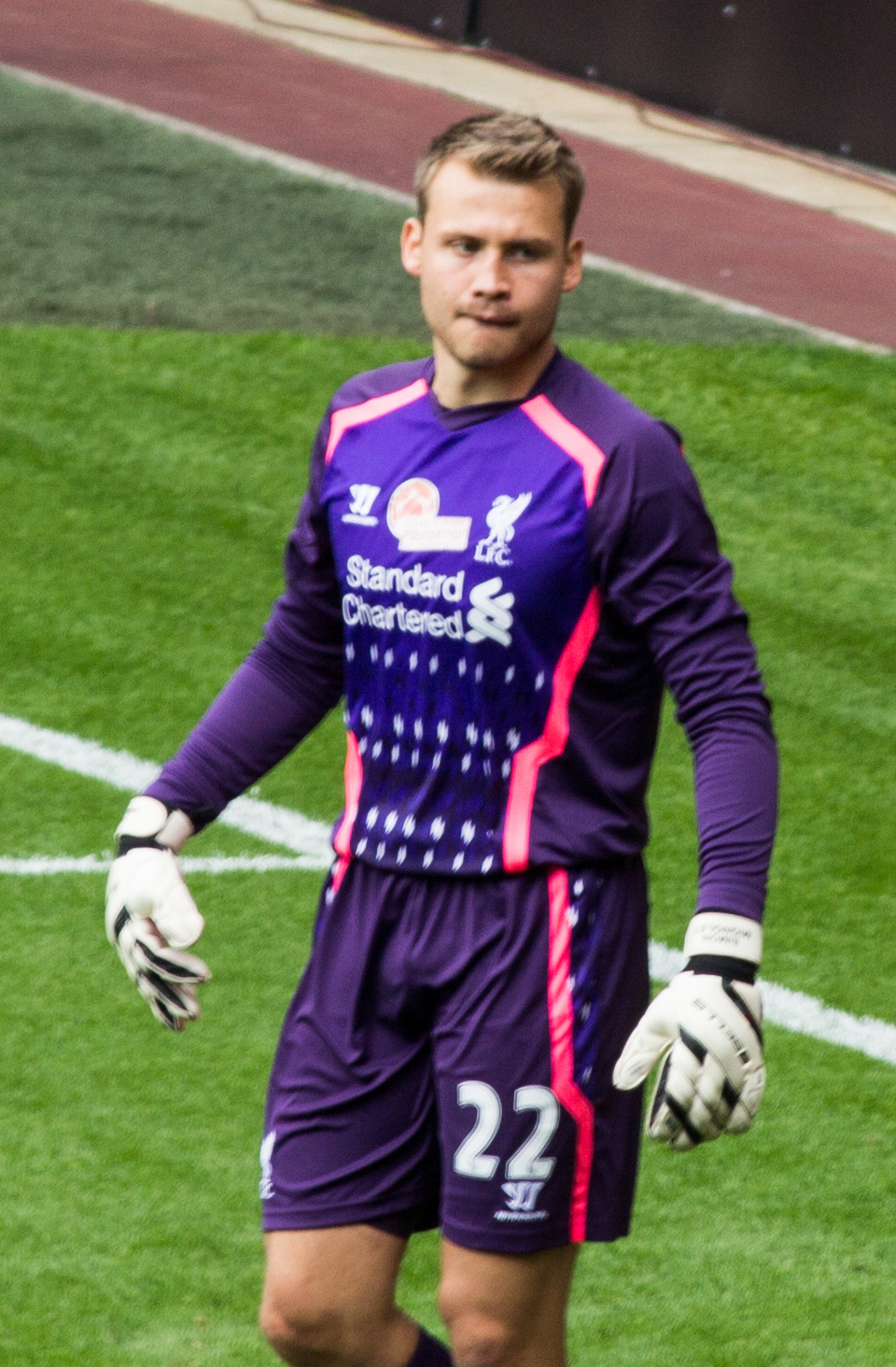
西蒙·米尼奥莱，比利时和利物浦的守門員。

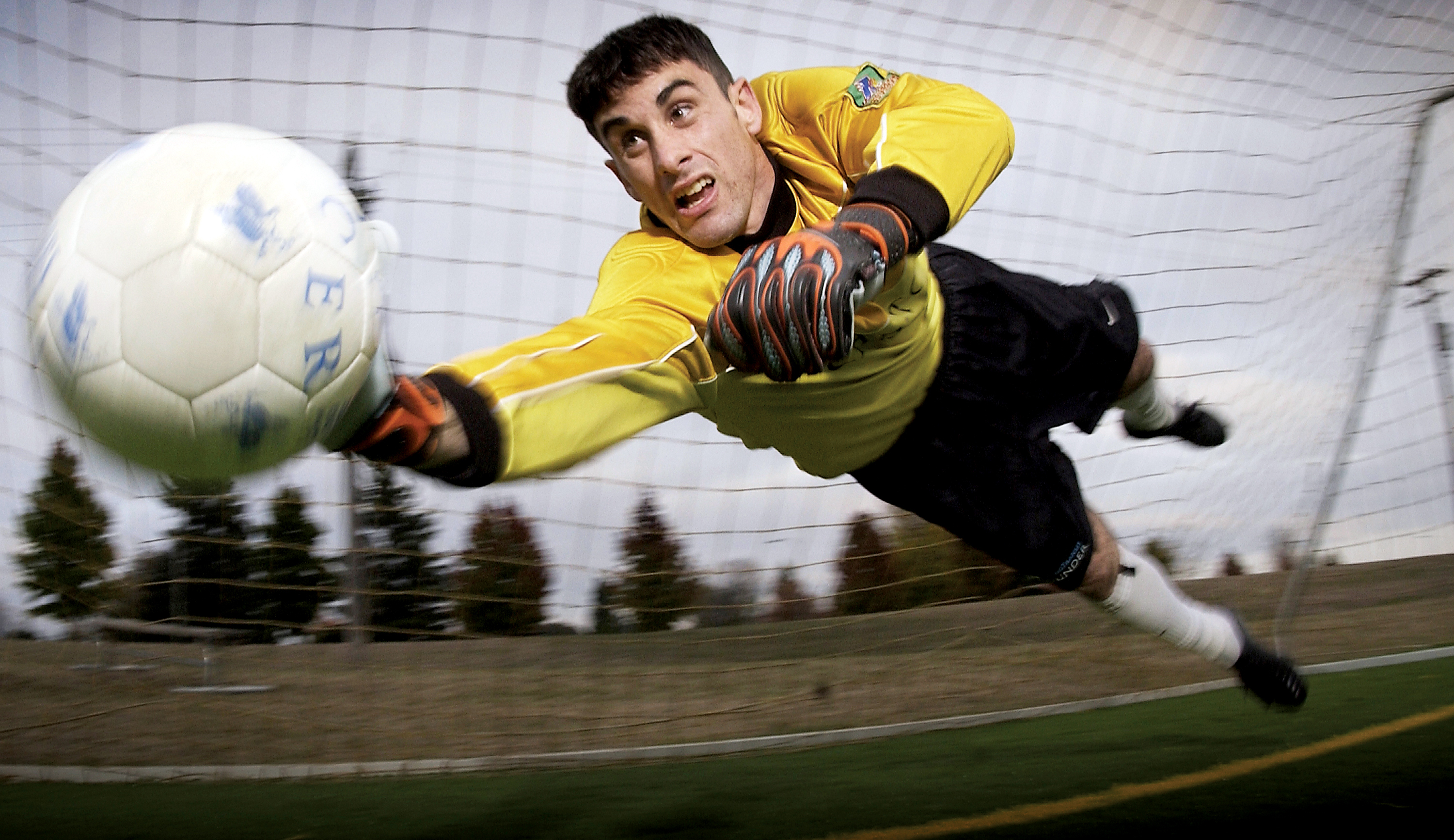
足球守门员挡开一次射门。

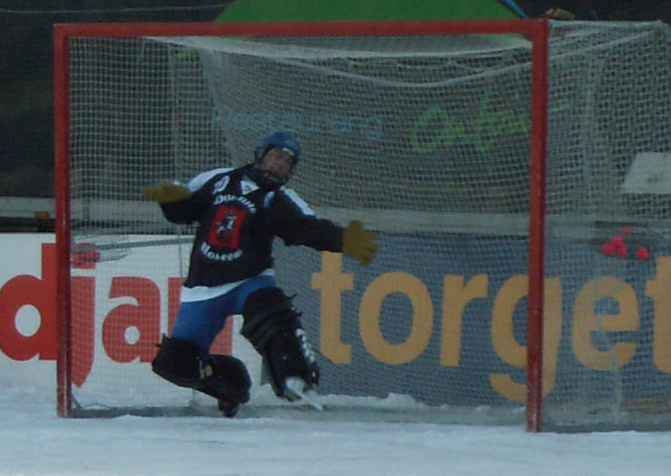
班迪球守門員

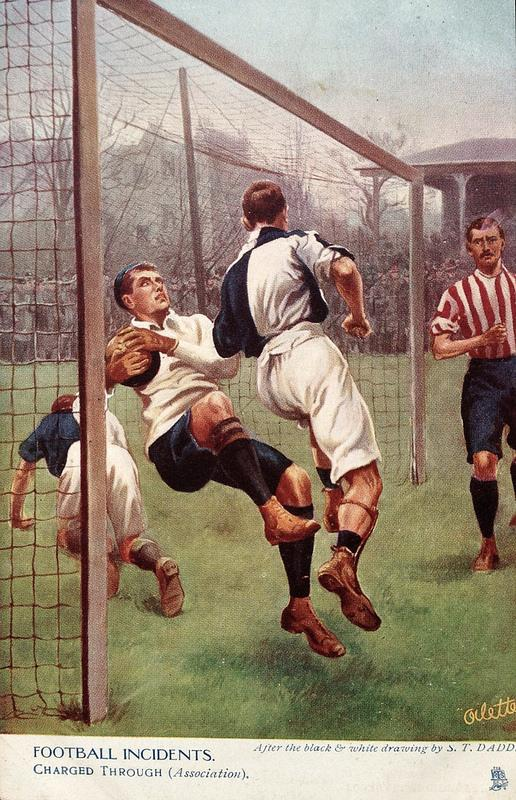
足球守門員插圖

守門員（英語：Goalkeeper），也稱門將、門衛，是足球隊、手球隊、曲棍球、水球和棍網球的特別球員，每隊只可以有一人上陣，是防守的重要角色，可以在比賽中使用一般球員不可使用的身體部分（如手、腳）或輔助工具（如曲棍球的球棍）阻止對方球員攻入己方的球門。
足球比賽的守門員是唯一能用手觸球的球員，但只限在禁區內，否則被視為犯規。守門員比賽服裝須與己方球員不同，以便分辨身分。毫無疑問，守門員是場上承受壓力最大、也是最關鍵的位置。所有隊員都可以出現錯誤，惟獨守門員的失誤可導致比賽失利。對守門員的信任感是建立在避免出現失誤和驚險撲救的基礎之上。優秀守門員應不被失誤所困擾，並從中吸取經驗教訓。一次失誤或一次驚險撲救，絕不是判斷守門員能力的唯一標準。但最基本要素是，必須身手敏捷、反應迅速，有判斷力及有良好的撲救技術。此外，彈跳力和高大的身材也是一個優勢。
在球隊中假如守門員能經常撲救成功，會被球迷稱‘爸爸’例如：、等。

## 守门员的能力
- 遗传因素

遗传因素非常重要，但是它必须与艰苦训练、恰当的指导和丰富的比赛经历相结合。很难界定遗传因素的定义，但是观察一名年轻守门员时，首先要注意他的接球动作和步伐移动。而对于其他位置的队员，则重点观察球感、控制能力和速度。接球技术是守门员的基本功，如果没有正确判断球速和接球的基本能力，要取得更大发展则十分困难。同样，守门员具备正确的选位能力也极其重要。
- 竞技能力

优秀球员必须具有全身心地提高技能和在比赛中展现自我的能力。这种内驱力在守门员身上更易察觉——他是怎样力保球门不失？守门员要想立于不败之地，主要取决于他投入比赛的程度和充分展现自我的能力，以及最大限度地减少失误。当然这还包括一定程度的自我评价。守门员能客观地自我评价相当重要。
优秀守门员的另一个重要特征是，他们能够正确面对失误造成的压力。所有的守门员都会出现错误，但是优秀的守门员都有一种不被失误催垮的自信的精神意志，也绝不许可一次失误导致另一次失误的出现。
- 洞察力

守门员常被视为最后一名防守队员，因此他要负责整個后防线的安全。所以，洞察比赛的进程，對守門員非常重要，他应善于通过语言表达他的意图。这种能力是区分守门员是自信、积极主动还是紧张、缺乏自信的重要标志。
- 意志力

优秀的守门员須带着威严和自信投入比赛，同时感染着场上的其他队员。倘要少走弯路，积极、正确的比赛经验是非常重要的。从理论上说，守门员不可能在理想的空间内比赛，如果要守门员全面开发潜能，对他的要求应要更具挑战性。让有培养前途的年轻队员与比他们年龄更大的队员一起比赛、训练，是积累比赛经验的好办法。

## 參與進攻的守门员
守門員通常只要負責球門防守和後防即可，在進攻上除了將球大腳送到前場之外，通常不會再負擔其他攻擊的責任。然而有許多守門員反其道而行，常常自己帶球進入到中場甚至前場參與進攻，或者主罰自由球。像這種喜歡投入前場進攻的守門員，較為著名的有巴拉圭的奇拉維特、墨西哥的坎波斯和哥倫比亞的希基達。
极特殊情况下守门员会直接打门甚至进球，較為著名的有阿里森，他在2021年5月16日，在英超第36周的比赛中头球绝杀了对手。

## 教练员的角色
有洞察力的教练员能够准确识辨守门员的比赛表现，并在训练中设计情景训练。进一步说，情景训练可以帮助守门员正确认识比赛和正确解决比赛中遇到的问题。守门员训练应遵循这一原则，并根据守门员的情况不断调整。这样才可以不断提高守门员的自信心和竞技能力。
由于足球运动在不断变化、不断发展，因此，对运动员的要求也应随之变化。对教练员而言，紧随时代步伐，迎接现代足球的挑战是至关重要的。在过去的十年里，守门员的能力发展是最快的。但总而言之，运用正确的基本技术、培养果断准确的判断能力，是通往成功的关键所在。

## 著名守门员
- 诺伊尔（Manuel Neuer，德國）
- （Lev Yashin，蘇聯）
- （Emiliano 'Dibu' Martínez，阿根廷）
- （Gianluigi Buffon，意大利）
- （Dino Zoff，意大利）
- 弗朗切斯科·托多（Francesco Toldo，意大利）
- 塞萨尔（Júlio César，巴西）
- 安杰洛·佩鲁齐（Angelo Peruzzi，意大利）
- 詹盧卡·帕柳卡（Gianluca Pagliuca，意大利）
- 哈拉爾德·舒馬赫（Harald Schumacher，西德）
- （Oliver Kahn，德國）
- （Íker Casillas Fernández，西班牙）
- （Petr Čech，捷克）
- （Peter Boleslaw Schmeichel，丹麥）
- （Edwin Van der Sar，荷蘭）
- （David Seaman，英格蘭）
- （Andrés Palop，西班牙）
- 荷西·路易斯·奇拉維特（José Luis Félix Chilavert González，巴拉圭）
- 帕特·詹寧斯（Pat Jennings，北愛爾蘭）
- 戈登·班克斯（Gordon Banks，英格蘭）
- 曾加（Walter Zenga，意大利）
- 安多尼·苏维萨雷塔（Andoni Zubizarreta，西班牙）
- 大衞·迪基亞（David de Gea，西班牙）
- 奥斯卡·佩雷斯·罗哈斯（Óscar Pérez Rojas，墨西哥）
- 希基達（José René Higuita Zapat，哥倫比亞）
- 仇志強（馬來西亞）
- 蒂博·库尔图瓦（Thibaut Cortouis, 比利时）
- 阿里森·拉姆西斯·贝克尔 （Álisson becker,巴西）
- 喬·哈特 (Joe Hart,英格蘭）
- 艾德森 (Ederson,巴西)
- 雨果·洛里斯 （Hugo Lloris,法国）